# Tití de peus blancs
El tití de peus blancs (Saguinus leucopus) és una espècie de mico de la família dels cal·litríquids que viu a Colòmbia.